# Zarząd wody

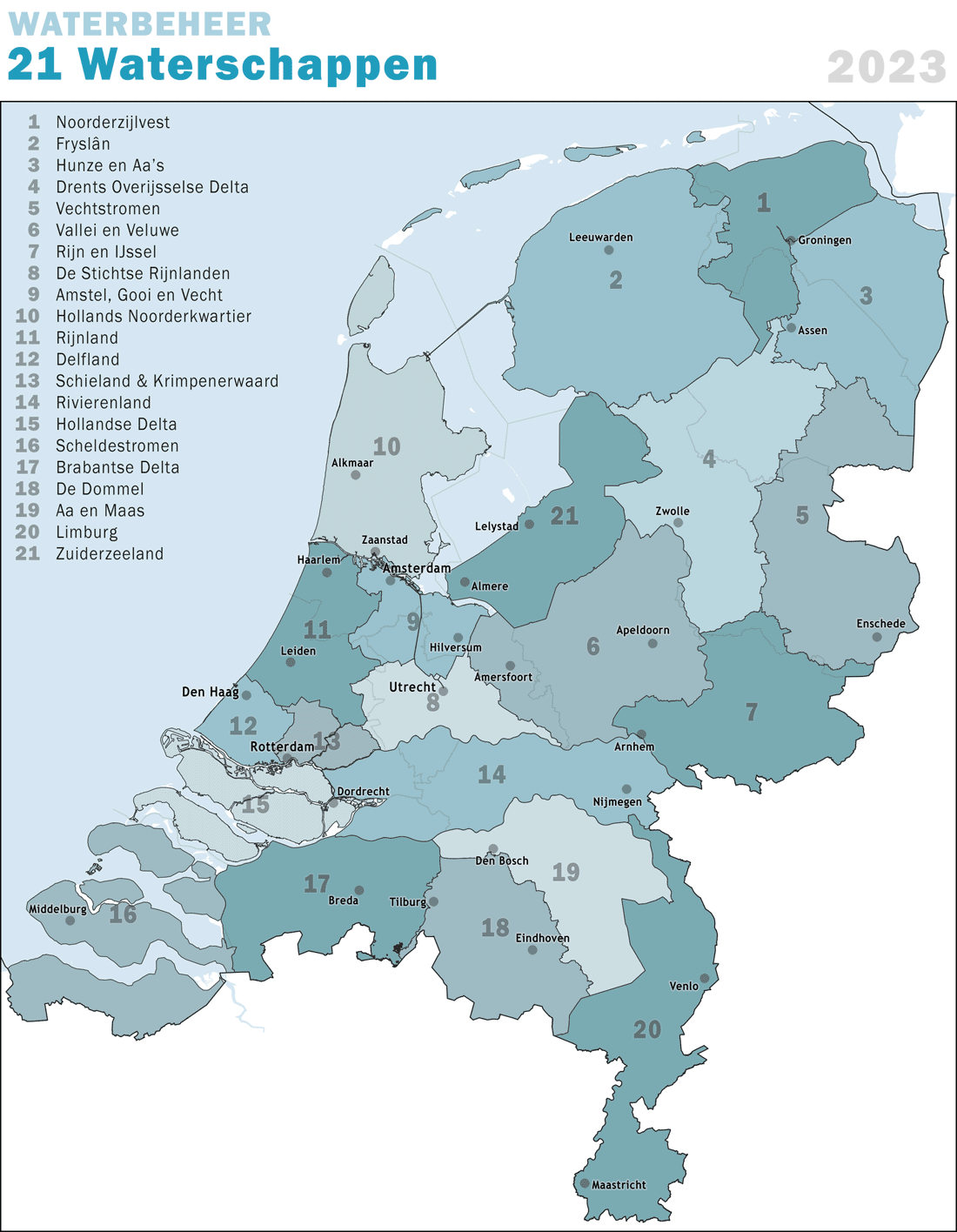
Zarządy wody w Holandii w 2023 r.

Zarząd wody (nld. waterschap) – organ rządowy w Holandii, który jest odpowiedzialny administracyjnie za zarządzanie gospodarką wodną na danym obszarze. 

## Zadania
Do głównych zadań zarządu wody należy dbałość o system wodny i oczyszczanie ścieków, aranżacja poziomu wody (np. przepompowni i śluz), dbałość o obronę przeciwpowodziową, zarządzanie przyrodą w wodzie i na wodzie, jakość wody w kąpieliskach i zarządzanie ilością wody.
Zarząd wody jest organem, który jest bezpośrednio kontrolowany przez reprezentację obywateli. W tym sensie administracja rady wody jest porównywalna na przykład z radą miejską. Rada wodna zatrudnia urzędników i innych pracowników. Generalna administracja zarządu wody w Holandii jest wybierana na okres czterech lat w drodze wyborów do rady wody. 
Zarząd wody należy odróżnić od Rijkswaterstaat (RWS), który jest organem rządowym i odpowiada za zarządzanie drogami wodnymi. Jednak niektóre zarządy wody zarządzają również lądami i drogami wodnymi. 

## Zarządy wody
W Holandii istnieje 21 zarządów wody (2003 r.):.
| Lp. | Nazwa                                                | Powierzchnia (ha) | Prowincja                                                 | Data utworzenia |
| --- | ---------------------------------------------------- | ----------------- | --------------------------------------------------------- | --------------- |
| 1   | Noorderzijlvest                                      | 144.000           | Groningen, Fryzja, Drenthe                                | 1995 / 2000     |
| 2   | Wetterskip Fryslân                                   | 346.000           | Fryzja, Groningen                                         | 1993 / 2004     |
| 3   | Hunze en Aa's                                        | 207.000           | Groningen, Drenthe                                        | 2000            |
| 4   | Drents Overijsselse Delta                            | 255.500           | Drenthe, Overijssel                                       | 2016            |
| 5   | Vechtstromen                                         | 227.045           | Drenthe, Geldria, Overijssel                              | 2014            |
| 6   | Vallei en Veluwe                                     | 244.833           | Utrecht, Geldria                                          | 2013            |
| 7   | Rijn en IJssel                                       | 195.000           | Geldria, Overijssel                                       | 1997            |
| 8   | Hoogheemraadschap De Stichtse Rijnlanden             | 83.021            | Utrecht, Holandia Południowa                              | 1994 / 1995     |
| 9   | Amstel, Gooi en Vecht                                | 70.412            | Holandia Północna, Utrecht, Holandia Południowa           | 1997            |
| 10  | Hoogheemraadschap Hollands Noorderkwartier           | 196.400           | Holandia Północna                                         | 2003            |
| 11  | Hoogheemraadschap van Rijnland                       | 107.945           | Holandia Południowa, Holandia Północna                    | 1255 / 2005     |
| 12  | Hoogheemraadschap van Delfland                       | 40.547            | Holandia Południowa                                       | 1289 / 1977     |
| 13  | Hoogheemraadschap van Schieland en de Krimpenerwaard | 35.113            | Holandia Południowa                                       | 2005            |
| 14  | Rivierenland                                         | 201.000           | Geldria, Holandia Południowa, Brabancja Północna, Utrecht | 2002            |
| 15  | Hollandse Delta                                      | 101.806           | Holandia Południowa                                       | 2005            |
| 16  | Scheldestromen                                       | 190.273           | Zelandia                                                  | 2011            |
| 17  | Brabantse Delta                                      | 170.744           | Brabancja Północna                                        | 2004            |
| 18  | De Dommel                                            | 151.237           | Brabancja Północna                                        | 1863/1974       |
| 19  | Aa en Maas                                           | 161.007           | Brabancja Północna                                        | 2004            |
| 20  | Limburg                                              | 220.936           | Limburgia                                                 | 2017            |
| 21  | Zuiderzeeland                                        | 150.000           | Flevoland, Overijssel, Fryzja                             | 2000            |

## Historia
Liczba zarządów wody na przestrzeni lat:.
| Rok  | Ilość |
| ---- | ----- |
| 1850 | 3500  |
| 1900 | 3000  |
| 1950 | 2500  |
| 1955 | 2480  |
| 1985 | 255   |
| 1990 | 125   |
| 1995 | 88    |
| 2000 | 56    |
| 2004 | 36    |
| 2005 | 27    |
| 2013 | 25    |
| 2014 | 24    |
| 2016 | 23    |
| 2017 | 22    |
| 2018 | 21    |